# All That Jazz (album av Breathe)
All That Jazz är debutalbumet med den brittiska gruppen Breathe, utgivet 1988.

## Låtlista
| Nr           | Titel                                                       | Längd |
| ------------ | ----------------------------------------------------------- | ----- |
| 1.           | Jonah                                                       | 4:49  |
| 2.           | All That Jazz                                               | 4:09  |
| 3.           | Monday Morning Blues (Marc Blitzstein, Glasper, Lillington) | 3:58  |
| 4.           | Hands to Heaven                                             | 4:19  |
| 5.           | All This I Should Have Known                                | 3:49  |
| 6.           | Don't Tell Me Lies                                          | 3:47  |
| 7.           | Any Trick                                                   | 4:01  |
| 8.           | Liberties of Love                                           | 3:32  |
| 9.           | Won't You Come Back?                                        | 6:00  |
| 10.          | For Love or Money                                           | 3:39  |
| 11.          | How Can I Fall?                                             | 4:44  |
| Total längd: | Total längd:                                                | 46:47 |